# Brachymenium gilliesii
Brachymenium gilliesii là một loài Rêu trong họ Bryaceae. Loài này được (Hook.) A. Jaeger mô tả khoa học đầu tiên năm 1875.